# 勧学会
勧学会（かんがくえ）は、平安時代中期・後期に大学寮紀伝道の学生（文章生）と比叡山延暦寺の僧侶が、3月15日あるいは9月15日に比叡山西麓あるいは平安京内外の寺院に集まって『法華経』をテーマとして講義・念仏・作詩を行った法会。

## 概要

### 背景
元来、日本の大学寮は唐の国子監をモデルとした制度であったが、国子監の運営の中心にあたっていた儒学者は『孝経』などを引用して僧侶は親から貰った頭髪を剃り、親を捨てて寺院に籠るのは「孝」に反するとして、強い排仏意識を有していた。従って、その仕組をそのまま導入して日本の大学寮も儒教を教える明経道を軸に据えており、仏教色を排除していた。だが、日本においては、一部に摩擦を抱えながらも仏教と伝統宗教である神道の共存が確立しており、儒教を受容しながらもこれを仏教と相反するとする意識は高くなかった。従って、国家の統治理念として儒教的な思想と仏教的な思想（鎮護国家）が共存していたのである。しかも、9世紀に入ると、明経道の地位が低下して正史や漢詩などの漢文学を扱う（儒教も学ぶものの、そのウェイトは高くはなかった）紀伝道が台頭してきたことに加えて、遣唐使の廃止によって国風文化が台頭するようになると、貴族社会を中心に仏教崇敬の風潮が強まって大学寮の教官や学生の間でも授業を離れれば、密教や新興の浄土教などに深い関心を寄せるようになった。これに対して、8世紀には大学寮において一部ながら見られ、『経国集』などによって今日でも見ることが出来る儒教的見地からの仏教批判はすっかり影を潜めるようになった。

### 第1期勧学会
最初の勧学会とされているのは、応和4年（康保元年）3月15日に比叡山西麓の月林寺（廃寺、現在の曼殊院付近）あるいはその近くにあった親林寺（廃寺）で開かれたものとされている。主な参加者は慶滋保胤・藤原在国（後の有国）・橘倚平・高階積善ら紀伝学生らで延暦寺側の参加者については不明である。後に大江以言らも参加して20年ほど続けられた。『本朝文粋』に所収された参加者の漢詩などによって勧学会の様子が垣間見える。また、『三宝絵詞』には会の詳細な様子が描かれている。同書によれば、開催日前日の14日夕方に延暦寺の僧侶が下山して会場となる寺院を訪問し、学生ら俗世側の参加者は予め会場に集って詩句や経文を誦しながら僧侶の来訪を待つ。勧学会初日の15日は朝から『法華経』の購読を行い、夕方に弥陀を念じ（阿弥陀の名前を唱える）、夜は仏教の功徳を称える漢詩を作成する。その後、俗側は白居易（儒教的教養の持ち主ながら仏教を擁護した）の詩を、僧側は『法華経』を朗読して夜を明かし、翌16日朝に解散したという。
また、『本朝文粋』には天延2年（979年）から翌年にかけて参加者が勧学会を開くための会場となる念仏堂建立を計画していたことが記されている。だが、資力不足から計画は挫折し、更に主導的な立場にあった慶滋保胤が寛和2年（986年）に出家して、俗界の行事であった勧学会から離脱した事から自然消滅したと見られている。なお、再開された最初の勧学会に参加した第1期参加者の藤原有国の漢詩（「世尊大恩」）と高階積善の詩序に中断期間が19年間であったことが明記されている。この期間については永観2年（984年、『三宝絵詞』の作成年）から正暦3年（992年）、終期を長保5年（1003年）から寛弘8年（1011年、勧学会再興に尽力した藤原有国の没年）までの間のうちの19年間と考えられている。

### 第2期勧学会
第2期の開始年代は不明であるが、寛弘年間（1004年以後）に再興されたと考えられている。『本朝文粋』には月林寺が既に荒廃してしまい、代わりの会場探しに手間取る参加者のために左大臣藤原道長が父の藤原兼家が建てた法興院を会場として提供したことが記録されている。主導的な役割を果たしたのは第1期のメンバーの生存者である藤原有国・高階積善とされる。ただし、参加者は前回の参加者が主であり記録もほとんどない事から短期間のうちに再度中断されたと考えられている。

### 第3期勧学会
ところが、長元年間に入ると突如として従来学生らに招かれる立場であった比叡山側からの呼びかけによって再興される事となる。この時随願寺にて再興された勧学会に参加した菅原定義（『更級日記』に登場する「兄」として著名）の詩序（『本朝続文粋』）によれば、天台座主慶命の呼びかけであったという。慶命は第2期勧学会再興の中心であった藤原有国の甥（兄の子）で、長元元年（1028年）に天台座主に補されて同年間中は一貫してその地位にあった。従ってかつての勧学会に関わりがあったと考えられている。
この時の勧学会は末法思想の高まりなどもあって比較的長期にわたって続けられ、断続的であるが勧学会関係の出来事も確認できる。永承元年（1046年）に大宰権帥となった藤原経通は、安楽寺の僧である基円（菅原定義の弟）と図って安楽寺で二季勧学会を始めている。経通は文芸的には知られていないものの、勧学会の参加者であった可能性はある。さらに延久3年3月15日（1071年4月17日）に雲林院で開催された勧学会は、『勧学会之記』として記録が編纂された。なお、この時藤原成季の提案により勧学会用の『法華経』を予め整備したという（『朝野群戴』）。承暦4年（1080年）3月29日には六波羅蜜寺で勧学会が開かれているが、以後同寺が勧学会会場として確定する一方で、毎年3月もしくは9月の15日と定められていた開催日が記録上初めて破られており、以後開催日の遅延が続く事になる。以後、寛治2年（1088年）、天永2年（1111年）及び3年（1112年）、永久4年（1116年）及び5年（1117年）に六波羅蜜寺で開催された記録が残されている（記録が残されていない年も中絶したとする記録がないため、続行されていたと考えられている）。だが、次第に内容が形式化していった事は否めず、旧儀が再興されたと言われている延久3年の勧学会でも3月15日の未の刻より亥の刻までと、本来の3日（実質2日）がかりの行事がわずか半日で終了している（形式化が進んだ以後の勧学会は更に時間も内容も削られていったと考えられている）。また、参加者も先達と呼ばれる経験者、しかもかつては学生でも今では式部大輔や大学頭、文章博士といった学生たちから見れば「雲の上」的存在の人々が多くを占め、結学生と呼ばれた学生参加者が少なくなったために円滑な世代交代が行われにくくなった。やがて保安3年（1122年）3月某日に六波羅蜜寺で行われた勧学会を最後に以後記録上から姿を消すことになった。

### 影響
勧学会は主に紀伝道と天台宗（延暦寺）の人々を中心とする行事であったが、これに対して平安時代後期には儒教教育の中心であったはずの明経道の学生の間にも同様の動きが発生して、勧学会と同日に清水寺において長講会と呼ばれる法会が開かれるようになったことが藤原為房の『撰集秘記』に書かれている。だが、その詳細については不明な点が多い。
なお、鎌倉時代以後、寺院内部において僧侶大衆が経典の講義を行う勧学会あるいは勧学講と呼ばれる儀式が有力寺院を中心に行われるようになる（代表的なものに延暦寺の天台座主慈円が建久6年（1195年）に始めたものが著名。他にも金剛峯寺・仁和寺・東寺・醍醐寺・法隆寺などにも同様の行事が見られた）。だが、これらの行事に世俗からの参加者は見られず、平安時代の勧学会とは無関係あるいは極めて希薄なものであったと考えられている。